# Kraft-Wärme-Kopplungsgesetz
Das Kraft-Wärme-Kopplungsgesetz regelt in Deutschland seit 2002 die Einspeisung und Vergütung des Stroms aus Anlagen zur Kraft-Wärme-Kopplung.

## Geschichte
Die ursprüngliche Fassung des Kraft-Wärme-Kopplungsgesetzes (Gesetz für die Erhaltung, die Modernisierung und den Ausbau der Kraft-Wärme-Kopplung) trat am 1. April 2002 in Kraft. Ihm voraus ging das Gesetz zum Schutz der Stromerzeugung aus Kraft-Wärme-Kopplung vom 12. Mai 2000 als KWK-Vorschaltgesetz zur Bestandssicherung entsprechender Anlagen.
Am 6. Juni 2008 wurde die erste größere Novellierung des Gesetzes beschlossen. Die KWKG-Novelle 2009 trat am 1. Januar 2009 in Kraft und brachte erhebliche Veränderungen. Im Mai 2012 wurde erneut eine Novellierung beschlossen, die im Juli 2012 in Kraft trat. Kernpunkte der Novelle war die Verbesserung der Förderung von KWK-Anlagen (Blockheizkraftwerke und Heizkraftwerke) durch höhere KWK-Zuschlagsätze, flexiblere Laufzeitmodelle, Entbürokratisierung, neue Modernisierungsoptionen sowie eine neue Anlagenkategorie für Anlagen von 50 bis 250 kW elektrischer Leistung. Zudem wurde die Förderung von Wärme- und Kältespeichern sowie von Kältenetzen (zur Nutzung von Kraft-Wärme-Kälte-Kopplung) erstmals in das KWK-Gesetz aufgenommen. Am 2. Oktober 2014 veröffentlichte das Bundesministerium für Wirtschaft und Energie ein Gutachten zu Stand und Perspektiven der Kraft-Wärme-Kopplung, das als Grundlage für die Evaluierung der umlagefinanzierten Förderung nach § 12 KWKG dienen sollte. Am 1. Januar 2016 ist eine Neufassung des Gesetzes in Kraft getreten.
Den Zweck des Gesetzes beschreibt § 1:

„Dieses Gesetz dient der Erhöhung der Nettostromerzeugung aus Kraft-Wärme-Kopplungsanlagen auf 110 Terawattstunden bis zum Jahr 2020 sowie auf 120 Terawattstunden bis zum Jahr 2025 im Interesse der
Energieeinsparung sowie des Umwelt- und Klimaschutzes.“

Ähnlich wie beim Erneuerbare-Energien-Gesetz (EEG) wurde die Förderung (bzw. Vergütung), die Betreiber von testierten KWK-Anlagen erhalten, auf den gesamten Stromverbrauch, also auf jede in Deutschland verbrauchte Kilowattstunde, umgelegt. Ferner hatte Strom, der in KWK-Anlagen erzeugt wird, nach § 11 Abs. 1 EEG 2014 denselben Einspeisevorrang in das öffentliche Stromnetz wie Strom aus Anlagen, die nach dem EEG gefördert werden.

## Zuschlag für KWK-Strom aus neuen, modernisierten oder nachgerüsteten KWK-Anlagen (Stand 2025)
Der Zuschlag für KWK-Strom, der in ein Netz der allgemeinen Versorgung eingespeist wird, beträgt
für den KWK-Leistungsanteil von bis zu 50 Kilowatt: 8 Cent je Kilowattstunde,
für den KWK-Leistungsanteil von mehr als 50 Kilowatt und bis zu 100 Kilowatt: 6 Cent je Kilowattstunde
für den KWK-Leistungsanteil von mehr als 100 Kilowatt bis zu 250 Kilowatt: 5 Cent je Kilowattstunde
für den KWK-Leistungsanteil von mehr als 250 Kilowatt bis zu 2 Megawatt: 4,4 Cent je Kilowattstunde und
für den KWK-Leistungsanteil von mehr als 2 Megawatt a) für neue KWK-Anlagen 3,4 Cent je Kilowattstunde, b) für modernisierte KWK-Anlagen 3,4 Cent je Kilowattstunde, c) für nachgerüstete KWK-Anlagen 3,1 Cent je Kilowattstunde.
Der Zuschlag für KWK-Strom, der nicht in ein Netz der allgemeinen Versorgung eingespeist wird, beträgt
für den KWK-Leistungsanteil von bis zu 50 Kilowatt: 4 Cent je Kilowattstunde,
für den KWK-Leistungsanteil von mehr als 50 und bis zu 100 Kilowatt: 3 Cent je Kilowattstunde

## KWK-Umlage
Die Umlage der Kosten erfolgt über einen Aufschlag auf die Netznutzungsentgelte in drei Stufen auf die Letztverbraucher:
| Jahresverbrauch                                                                 | 2005  | 2006  | 2007  | 2008  | 2009  | 2010  | 2011  | 2012  | 2013  | 2014  | 2015  | 2016  | 2017  |
| ------------------------------------------------------------------------------- | ----- | ----- | ----- | ----- | ----- | ----- | ----- | ----- | ----- | ----- | ----- | ----- | ----- |
| Für den Jahresverbrauch bis 1.000.000 kWh                                       | 0,336 | 0,341 | 0,289 | 0,198 | 0,231 | 0,130 | 0,030 | 0,002 | 0,126 | 0,178 | 0,254 | 0,445 | 0,438 |
| Für den Jahresverbrauch über 1.000.000 kWh 1)                                   | 0,050 | 0,050 | 0,050 | 0,050 | 0,050 | 0,050 | 0,030 | 0,050 | 0,060 | 0,055 | 0,051 | 0,040 | 0,080 |
| Für den Jahresverbrauch über 1.000.000 kWh bei energieintensiven Unternehmen 2) | 0,025 | 0,025 | 0,025 | 0,025 | 0,025 | 0,025 | 0,025 | 0,025 | 0,025 | 0,025 | 0,025 | 0,030 | 0,060 |